# Fyr & Flamme (гурт)
Fyr & Flamme або Fyr og Flamme (вимова [ˈFyɐ̯ˀ ʌ ˈflɑmə]; «Fire and Flame») — данський музичний дует у складі Джеспера Грота та Лаурітс Емануель. Представники Данії на Пісенному конкурсі Євробачення 2021 в Роттердамі, Нідерланди з піснею «Øve os på hinanden».

## Кар'єра
Fyr og Flamme став успішним у 2020 році дебютним синглом «Menneskeforbruger», який у вересні 2020 року досяг першого місця на данському чарті P3 Listen.
У грудні 2020 року колектив випустив свій другий сингл «Kamæleon», а в березні 2021 року виграв Гран-прі Dansk Melodi з «Øve os på hinanden». Уперше з 1997 року Данія обрала пісню повністю данською мовою, щоб представляти країну на Євробаченні. На Євробаченні 2021 року дует представив свою країну в другому півфіналі з піснею «Øve os på hinanden», але не зміг потрапити у фінал.

## Дискографія

### Сингли
| Назва                | Рік  | Найвища позиція чарту |
| Назва                | Рік  | DEN                   |
| -------------------- | ---- | --------------------- |
| «Menneskeforbruger»  | 2020 | 12                    |
| «Kamæleon»           | 2020 | 7                     |
| «Øve os på hinanden» | 2021 | 1                     |
| «Kæreste»            | 2021 | -                     |